# Palazzo Vecchio
Palazzo Vecchio (italiensk udtale: [paˈlattso ˈvɛkkjo] "det gamle palads") er et rådhus i Firenze, Italien, der stammer fra 1200-tallet. Bygningen ligger ud til Piazza della Signoriamed en kopi af Michelangelos David-statue, samt et galleri med statuer i den tilstødende Loggia dei Lanzi.
Oprindeligt blev det kaldt Palazzo della Signoria, efter Signoria af Firenze, der herskede over Republikken Firenze, men den har også haft flere andre navne; Palazzo del Popolo, Palazzo dei Priori og Palazzo Ducale, i henhold til de forskellige anvendelser bygningen har haft i sin lange historie. Den fik sit nuværende navn da Medici-hertugens residens blev flyttet over floden Arno til Palazzo Pitti.